# Curro Vázquez
Pour les articles homonymes, voir Vázquez.
Manuel Francisco Vázquez Ruano dit Curro Vázquez, né le 1er mai 1951 à Linares (Espagne, province de Jaén), est un matador espagnol.

## Biographie
Bien qu'il soit d'origine andalouse, Curro Vázquez est le torero type de Madrid où sa tauromachie engagée, sincère, douce et enveloppée a toujours été prisée. Curro Vázquez a payé de son sang sa quête de pureté ce qui en fait le torero emblématique et respecté de l'école classique.
Sa première grave blessure il l’a reçue à Madrid, lors de son alternative, ce qui compromettra sa carrière.
Il se retire le 4 octobre 2002, à la suite d’un mano a mano avec « El Juli » dans les arènes de Vistalegre à Madrid. Aujourd'hui, il s'occupe de la carrière de son neveu Cayetano Rivera Ordóñez.

## Carrière
- Débuts en public : Estella (Navarre) le 20 avril 1968
- Débuts en novillada avec picadors : Madrid, plaza de Vistalegre, le 20 avril 1969
- Alternative : Madrid, plaza de Vistalegre, le 12 octobre 1969. Parrain, José Fuentes (absence de témoin, la corrida étant un mano a mano). Taureaux de la ganadería de Barcial
- Confirmation d’alternative à Madrid, plaza de Las Ventas : 15 mai 1971. Parrain, Antonio Lomelín ; témoin, José Falcón. Taureaux de la ganadería de Alonso Moreno.